# Wanda Kiedrzyńska
Wanda Kiedrzyńska (z domu Puzinowska) (ur. 1 stycznia 1901 w Łodzi, zm. 30 marca 1985 w Warszawie) – polska historyk.

## Życiorys
W 1920 ukończyła gimnazjum Wacławy Arciszowej w Lublinie, a następnie przeprowadziła się do Warszawy, gdzie w 1922 rozpoczęła studia na Wydziale Filologii Polskiej na Uniwersytecie Warszawskim. W 1924 poślubiła rotmistrza Karola Kiedrzyńskiego, 1928 uzyskała stopień magistra i rozpoczęła pracę w Archiwum Wojskowym. W 1932 otrzymała przeniesienie do Instytutu Badania Najnowszej Historii Polski, zwanego Instytutem Piłsudskiego, w 1935 została tam kierownikiem archiwum i pełniła tę funkcję do wybuchu II wojny światowej. Prowadziła badania nad aktami Związku Walki Czynnej, Polskiego Skarbu Wojskowego i organizacji strzeleckich, z których wnioski publikowała w latach 1933-1939 na łamach „Niepodległości”. Po wybuchu wojny zaangażowała się wraz z mężem w działalność Związku Walki Zbrojnej, za co zostali aresztowani 20 listopada 1941. Po śledztwie została uwięziona na Pawiaku, skąd 30 maja 1942 została przetransportowana do obozu koncentracyjnego Ravensbrück (numer 11402), gdzie przebywała do 28 kwietnia 1945. Podczas uwięzienia prowadziła wśród więźniarek tajne nauczanie oraz inicjowała życie kulturalne. Po zakończeniu wojny powróciła do Warszawy, gdzie powierzono jej pracę kierownika archiwum i biblioteki w Instytucie Pamięci Narodowej przy Prezydium Rady Ministrów. W 1947 na łamach „Dziejów Najnowszych” publikowała recenzje książek poświęconych więźniom obozów koncentracyjnych. W 1950 Instytut zlikwidowano, została wówczas normalizatorem w Polskim Komitecie Normalizacyjnym. Od 1957 pracowała w Instytucie Historii PAN, gromadziła wówczas materiały o historii obozu Ravensbrück, publikowała je w języku francuskim w formie artykułów. W 1961 ukazała się drukiem jej praca naukowa „Ravensbrück. Kobiecy obóz koncentracyjny” na podstawie której uzyskała stopień doktora nauk historycznych, w 1965 nastąpiło wznowienie publikacji. W 1964 ukazała się bibliografia druków dotycząca hitlerowskich obozów koncentracyjnych, w 1972 praca „Powstanie warszawskie w książce i prasie”. Przez wiele lat przewodniczyła polskiemu Klubowi Byłych Więźniarek Obozu Ravensbrück, który założyła wspólnie z Olgą Nider-Dickman. Pełniła również funkcję wiceprzewodniczącej międzynarodowej organizacji Byłych Więźniarek Obozu Ravensbrück oraz była członkiem Rady Naczelnej ZBOWiD. W 1972 przeszła na emeryturę, zmarła w 1985, pochowana na cmentarzu Powązkowskim w Warszawie (kwatera 124-2-27). 

## Ordery i odznaczenia
- Krzyż Oficerski Orderu Odrodzenia Polski
- Krzyż Kawalerski Orderu Odrodzenia Polski
- Srebrny Krzyż Zasługi (dwukrotnie: 19 marca 1937[4], 22 lipca 1948[5])